# Inger Stilling Pedersen
Inger Elisabeth Stilling Pedersen (26 de julho de 1929 - 20 de março de 2017) foi uma política dinamarquesa que foi membro do Folketing pelos Democratas-Cristãos de 1973 a 1979 e novamente de 1984 a 1994.
Pedersen formou-se como professora no Seminário de Århus em 1961 e trabalhou como professora em Nyvangsskolen, Randers.

## Carreira política
O primeiro trabalho político de Pedersen foi como membro da Junta de Freguesia da Paróquia de Sankt Peder em Randers, onde esteve de 1965 a 1978. Pedersen foi eleita para o parlamento nas eleições legislativas dinamarquesas de 1973 e foi reeleita em 1975 e 1977. Depois, ela não foi eleita na eleição de 1979. Só com a eleição de 1984 é que ela entrou novamente no parlamento, permanecendo nele até 1994. Após o seu trabalho parlamentar, tornou-se conselheira no conselho paroquial de Kristrup, perto de Randers, entrando no conselho em 1996.
Entre 1988 e 1989, Pedersen fez parte de uma proposta para desmantelar Christiania. A proposta foi rejeitada no Folketing com apenas 22 votos a favor (Democratas-Cristãos, Democratas de Centro e Partido do Progresso) e 110 contra.